# Martin/General Dynamics RB-57F Canberra
Le Martin/General Dynamics RB-57F Canberra est un avion militaire américain de la guerre froide, spécialisé dans la reconnaissance stratégique. Il fut développé pendant les années 1960 pour la United States Air Force par General Dynamics à partir du bombardier tactique Martin B-57 Canberra, lui-même une version produite sous licence de l'English Electric Canberra, conçu initialement au Royaume-Uni. Il était opérationnellement affecté à l'Air Weather Service (en) pour les missions de reconnaissance météorologique impliquant des échantillonnages atmosphériques et des mesures de radiations à haute altitude, en soutien aux divers programmes de surveillance d'essais nucléaires américains ou étrangers, mais quatre des 21 exemplaires modifiés ne furent utilisés que comme plateformes de reconnaissance stratégiques, au Japon et en Allemagne de l'Ouest.
Trois des appareils modifiés furent détruits pendant leur carrière opérationnelle, avec la perte de leurs équipages. Les exemplaires restants furent redésignés WB-57F en 1968,. Quatre des appareils survivants furent ensuite utilisés par la National Aeronautics and Space Administration (NASA) pour réaliser des recherches atmosphériques à haute altitude. Les autres furent retirés du service entre 1972 et 1974, puis placés en stockage.
En 2025, les trois WB-57F utilisés par la NASA sont les seuls exemplaires du B-57 encore en service,.

## Historique

### Conception et développement
Le RB-57F fut le résultat du besoin opérationnel Big Safari (en) de l'Air Force pour une plateforme de reconnaissance aérienne à haute altitude disposant de performances meilleures que celles du RB-57D (en) existant et similaire, dont certains exemplaires s'étaient retrouvés cloués au sol en raison de défaillances détectées dans leurs longerons. Un besoin encore plus urgent pour un avion capable d'effectuer des missions de renseignement d'origine électromagnétique (SIGINT, pour SIGnals INTelligence) à haute altitude émergea dès l'année 1962, lorsqu'une opération SIGINT menée par la United States Navy contre l'Union soviétique depuis Peshawar, au Pakistan, se termina brutalement lorsque le gouvernement pakistanais écarta la Navy en raison de violations trop fréquentes d'espaces aériens restreints. Deux B-57B, surnommés « Pee Wee I » et « Pee Wee II », furent rapidement modifiés par Big Safari avec des antennes et un lot modulaire de récepteurs de télémétrie installés dans un conteneur pressurisé, puis envoyés au Pakistan en janvier 1963 comme mesure temporaire pour continuer la mission, sous l'appellation d'opération « Little Cloud ». Dans le même temps, Big Safari autorisa le projet Pee Wee III à développer la nouvelle plateforme à haute altitude à partir de cellules de B-57 existantes. Comme le constructeur aéronautique General Electric était déjà responsable des opérations de maintenance contractées pour le modèle D de l'appareil, sa division de Fort Worth, reçut l'unique contrat de développement des prototypes RB-57F Pee Wee III.
Les deux exemplaires choisis pour le développement initial furent les B-57B 52-1559 et 53-3864, qui fournirent les fuselage et empennages horizontaux autour desquels la reconstruction fut effectuée. Les deux RB-57F prototypes incorporaient de nombreux changements majeurs par rapport au RB-57D, le plus notable d'entre eux étant l'aile agrandie conçue par ordinateur leur permettant d'opérer à des altitudes extrêmes. L'aile avait une envergure de plus de 37 mètres, ce qui était 4,9 mètres de plus que celle des ailes du RB-57D, et près de deux fois la longueur de fuselage du B-57B sur lequel elle était installée. La conception des ailes faisait appel de manière intensive à l'utilisation de panneaux en nid d'abeilles d'aluminium, dans lesquels deux panneaux interne et externe en aluminium étaient reliés entre eux par une structure alvéolaire faite d'aluminium et de fibre de verre. Toutes les surfaces de contrôle disposaient de jonctions scellées hermétiquement, afin de réduire la traînée produite en vol, et les ailes ne possédaient pas de volets. De plus, la taille de l'empennage fut revue à la hausse, de sorte que la dérive verticale avait presque deux fois la surface de celle du B-57B standard. Sa hauteur passa à 5,8 mètres et sa largeur fut augmentée, améliorant ainsi la stabilité longitudinale et le contrôle asymétrique à de très hautes altitudes, atteignant jusqu'à 24 000 m (80 000 ft),,.
Un autre changement évident était le remplacement des turboréacteurs Wright J65 par des turbofans Pratt & Whitney TF33-P-11, ces derniers donnant à l'avion plus du double de la poussée dont disposait le B-57B. Le RB-57F était également équipé de deux turboréacteurs Pratt & Whitney J60-P-9 détachables montés dans des nacelles attachées aux ailes à l'extérieur des moteurs principaux. Ces moteurs auxiliaires étaient démarrés par le vent relatif et ne devaient être utilisés qu'en vol à haute altitude. À des altitudes supérieures à 12 000 mètres (40 000 ft), les J60 produisaient chacun une poussée d'environ 15 kN et augmentaient le plafond du RB-57F de 610 à 910 mètres (2 000 à 3 000 ft),.
Pour accomplir leur mission pakistanaise, les deux prototypes furent équipés d'antennes à commande de phase et grand gain dans leurs extrémités d'ailes, un radôme agrandi, et un ensemble conteneur conçu par HRB-Singer (en), connu sous le nom de « System 365 », installé dans la soute à bombes. De la taille de deux réservoirs de 208 litres, le System 365 était un système semi-automatique de collecte de signaux qui utilisait douze récepteurs balayant l'environnement en permanence et possédait une capacité de couverture à fréquence fixe manuelle disposant de fréquences présélectionnées. Le système enregistrait automatiquement jusqu'à six heures de signaux collectés sur une bande magnétique.
Les modifications importantes de Pee Wee III résultèrent en la création d'un appareil virtuellement nouveau, et à partir de l'année 1963 de nouveaux numéros de série furent attribués aux 21 exemplaires modifiés portés à ce standard,.

### Essais et production

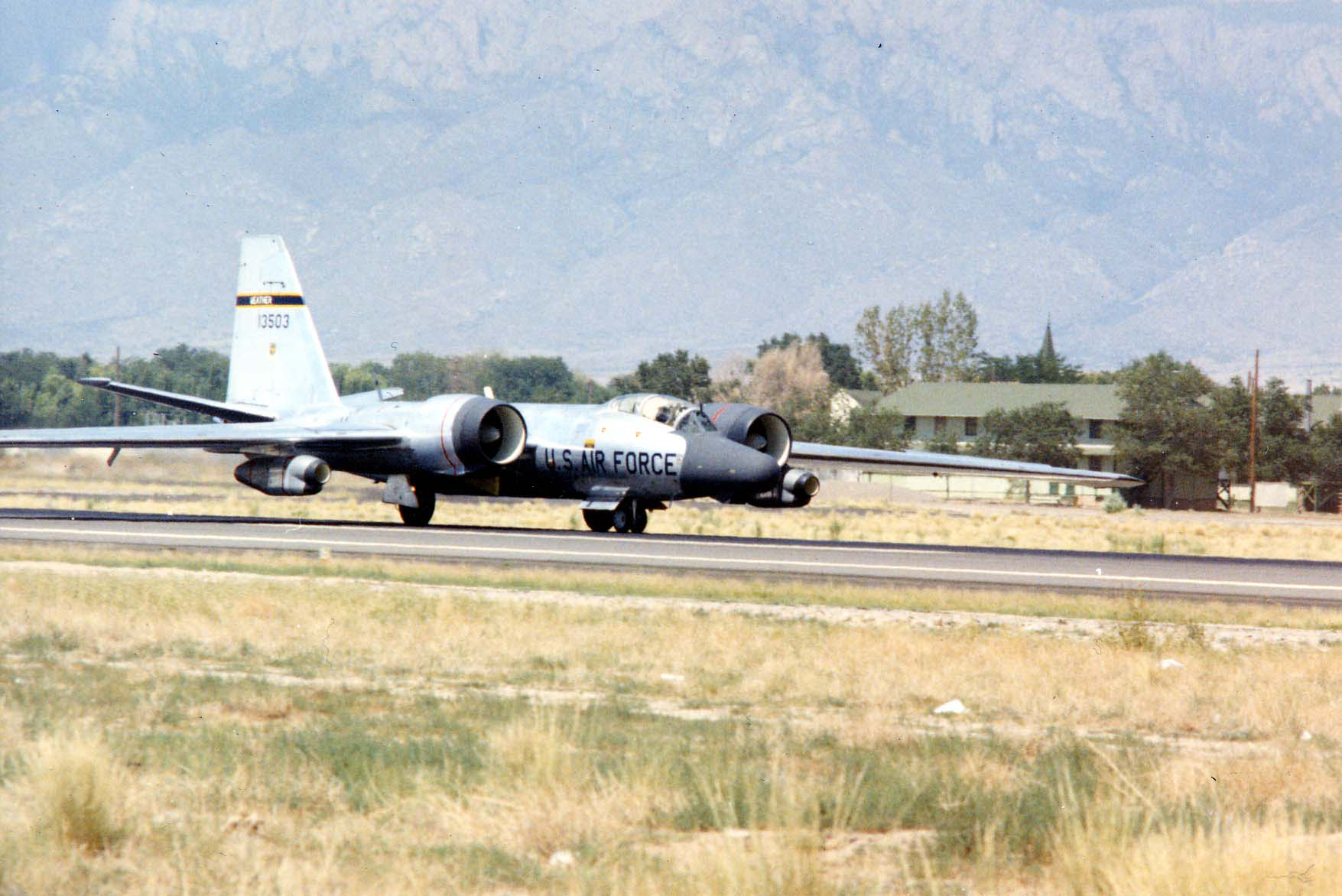
WB-57F Canberra no de série 63-13503 (conversion « Rivet Slice ») au roulage à Kirtland. Il vole actuellement pour la NASA, avec l'immatriculation NASA 926.

Le premier test en vol du prototype du RB-57F fut mené le 23 juin 1963 depuis la base aérienne d'Edwards (Edwards AFB), en Californie. Le prototype démontra des capacités remarquables, atteignant une altitude de 15 000 mètres (50 000 ft) en 18 minutes, avec une vitesse ascensionnelle stable de 831 m/min. Son avion suiveur RB-57D fut incapable de le suivre sur le plan de la manœuvrabilité. Le dessin de l'aile produisait une énorme portance, même à de faibles vitesses : l'avion avait déjaugé après un roulage de seulement 790 m au niveau de la mer. Pour cette même raison il était par contre difficile à poser, et si un moteur subissait une défaillance pendant le décollage, la poussée maximale des TF33 était limitée à 70 %, afin de maintenir un contrôle directionnel. En dépit de quelques faiblesses sans gravité, la conception de l'avion avait démontré des performances exceptionnelles, et Big Safari autorisa la mise en place du programme de production First Chip en août 1963, pour la fabrication de 19 RB-57F supplémentaires à partir de cellules de B-57 existantes,.
Après leur programme d'essais en vol, les deux prototypes du RB-57F furent envoyés à la base aérienne Rhein-Main (Rhein-Main Air Base), en Allemagne de l'Ouest, en 1963, pour réaliser des tests et évaluations opérationnels (Operational Testing and Evaluation, OT&E) avec le 7407th Support Squadron (en) (7 407e escadron de soutien), où ils démontrèrent leur efficacité lors de missions effectuées le long de la frontière allemande à plus de 18 000 m d'altitude (60 000 ft), prenant des photographies en profondeur dans le territoire de l'Allemagne de l'Est. Ils effectuèrent également des missions de reconnaissance au-dessus de la Mer Baltique. Ils retournèrent aux États-Unis en février 1964 et furent affectés au 58th Weather Reconnaissance Squadron (en) (58e escadron de reconnaissance météorologique) sur la base aérienne de Kirtland (Kirtland Air Force Base), au Nouveau-Mexique. Les vols à haute altitude nécessitaient l'utilisation des combinaisons pressurisées A/P22S-2 puis A/P22S-4, fabriquées par la David Clark Company, et les préparations pré-vol de l'équipage étaient similaires à celles des équipages des avions espions U-2 et SR-71,,.
Le lot initial de douze appareils pour le programme First Chip fut réalisé à partir de la conversion des exemplaires de 1952/1953 du B-57B toujours en service actif, incluant les deux exemplaires utilisés au Pakistan sous les désignations Pee Wee I et Pee Wee II. Le premier RB-57F de série effectua son premier vol en avril 1964 et fut accepté par l'Air Force deux mois plus tard. Les exemplaires furent ensuite livrés à une cadence d'un exemplaire par mois au cours de l'année 1964. Le dernier — Fist Chip 12, anciennement Pee Wee II — fut gardé comme banc d'essais à Fort Worth. Les quatre conversions suivantes furent réalisées sur des RB-57D sortis du stockage sous la direction d'un programme ultérieur nommé Second Slice, puis livrés entre avril 1965 et février 1966. Les trois derniers furent réalisés par la conversion de RB-57A et livrés en mars 1967. Les RB-57A convertis différaient des First Chip précédents par l'ajout d'une sonde d'impact Mk.III dans la soute à bombes. En mars 1968, le prototype 63-13286 fut également porté au standard Fist Chip et les deux séries existantes d'appareils furent renommées en accord avec la nouvelle nomenclature Big Safari, qui demandait des noms de code à deux mots commençant par « Rivet ». Les avions de la série First Chip furent renommés « Rivet Chip » et ceux de la série Second Slice furent renommés « Rivet Slice ».
Les appareils de série furent plus tard équipés des nouveaux moteurs TF33-P-11A, qui délivraient une poussée encore meilleure que celle des moteurs équipant les prototypes. Les systèmes à base de feuilles (foil systems) développés en 1962 pour le Lockheed WC-130, afin de lui permettre la collecte de débris issus d'essais nucléaires, furent installés dans la soute à bombes et dans le fuselage derrière le cockpit du RB-57F. Les ailes disposaient de quatre points d'emport sur lesquels pouvaient être installés les moteurs J60 d'appoint et des nacelles de prélèvement de particules atmosphériques. Un système d'échantillonnage atmosphérique était installé dans le fuselage et une caméra panoramique KA-56 regardant vers le bas était montée dans le nez de l'appareil. Deux appareils supplémentaires furent modifiés pour emporter la caméra à longue portée Bulova 707-1000, qui possédait une longueur focale de 608 mm, ce qui mena à sa désignation de référence de « Big Item ». Ces caméras à visée latérale et haute altitude, maintenues par une structure stabilisée en roulis, pouvaient prendre des photos obliques de 5 à 15° sous l'horizon jusqu'à des distances de 110 km de l'avion et fournir des images avec une résolution de 76 cm. L'électronique fut également améliorée sur le modèle F standard. Le nez de l'appareil fut allongé pour accueillir de l'équipement de navigation sophistiqué ainsi que de l'équipement sensible de détection et de collecte de signaux électromagnétiques (SIGINT/ELINT). Le cockpit reçut un pilote automatique Lear MC-1 modifié.
Le coût moyen de chaque conversion en RB-57F fut bien plus élevé qu'initialement prévu, avec un coût unitaire de 9 millions de dollars, (soit 70,9 millions de dollars de 2025), répartis comme suit :
- 5 958 530 dollars pour la cellule donneuse (exemplaire avant la conversion) ;
- 562 500 dollars pour les moteurs (installés) ;
- 1 573 750 dollars l'équipement électronique ;
- 925 000 dollars pour autres modifications diverses.

À ces coûts s'ajoutaient environ 1,5 million de dollars supplémentaires pour les exemplaires équipés de la caméra oblique à longue portée, ce qui donnait un coût de conversion par appareil de 10,6 millions de dollars (soit 83,5 millions de dollars de 2025). Toutefois, le coût d'exploitation était assez faible, avec une heure de vol revenant à seulement 886 dollars (soit 6 982 dollars de 2025), ce qui était très faible en regard des performances exceptionnelles de l'avion en vol.

## Histoire opérationnelle

### Reconnaissance météorologique
La mission officielle du RB-57F était la reconnaissance météorologique, et tous les RB-57F furent affectés aux unités météo du 9th Weather Reconnaissance Wing (en), de l'Air Weather Service (en) et du Military Air Transport Service, dont les quartiers généraux se situaient sur la base aérienne de McClellan (en) (McClellan AFB), en Californie.
- 55th Weather Reconnaissance Squadron (en), McClellan AFB, Californie ;
- 56th Weather Reconnaissance Squadron (en), Yokota AFB, Japon ;
- 57th Weather Reconnaissance Squadron (en), aéroport de Melbourne-Avalon, Avalon (en), Australie ;
- 58th Weather Reconnaissance Squadron, Kirtland AFB, Nouveau-Mexique[6].

Les missions des RB-57F de l'Air Weather Service comprenaient des échantillonnages atmosphériques à haute altitude et des travaux de détection de radiations — ainsi que des prélèvements de débris radioactifs aériens — en soutien aux unités de surveillance des essais nucléaires, principalement pour le compte de la Commission de l'énergie atomique des États-Unis (United States Atomic Energy Commission, AEC). La majeure partie de cette activité était centrée autour des essais nucléaires réalisés en Chine, mais des missions de surveillance de l'atmosphère à la suite des essais nucléaires souterrains américains furent également menées. Un RB-57F fut utilisé pour des recherches sur les équipements laser aéroportés par le laboratoire de recherches de l'Air Force Logistics Command (en), à Kirtland AFB. En 1968, les RB-57F de l'Air Weather Service furent redésignés WB-57F,,,.

### Reconnaissance stratégique

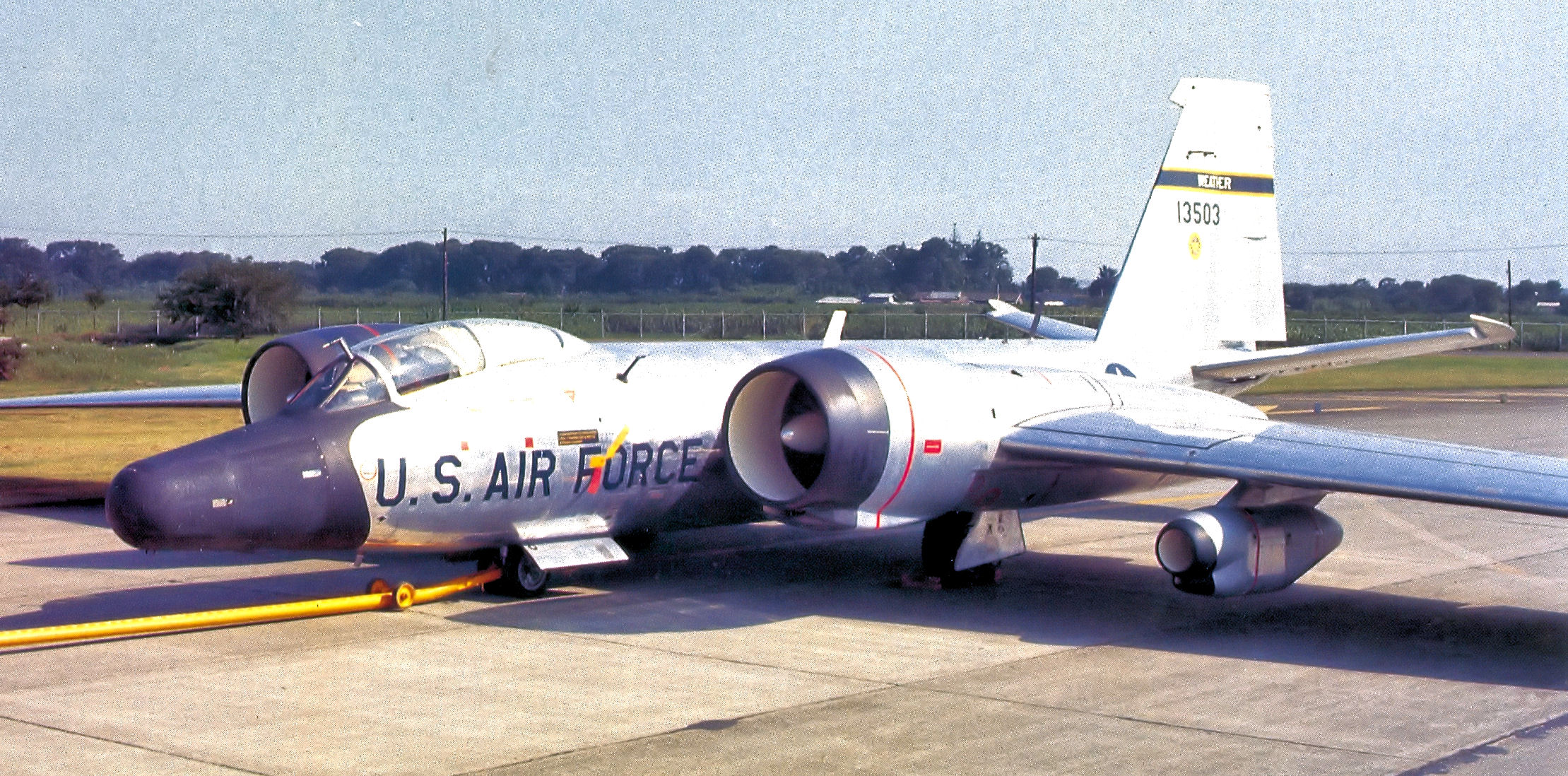
WB-57F no de série 63-13503 affecté au 6091st Reconnaissance Squadron de la base de Yokota, au Japon, en 1965. Cet appareil vole encore de nos jours, avec l'immatriculation NASA 926.

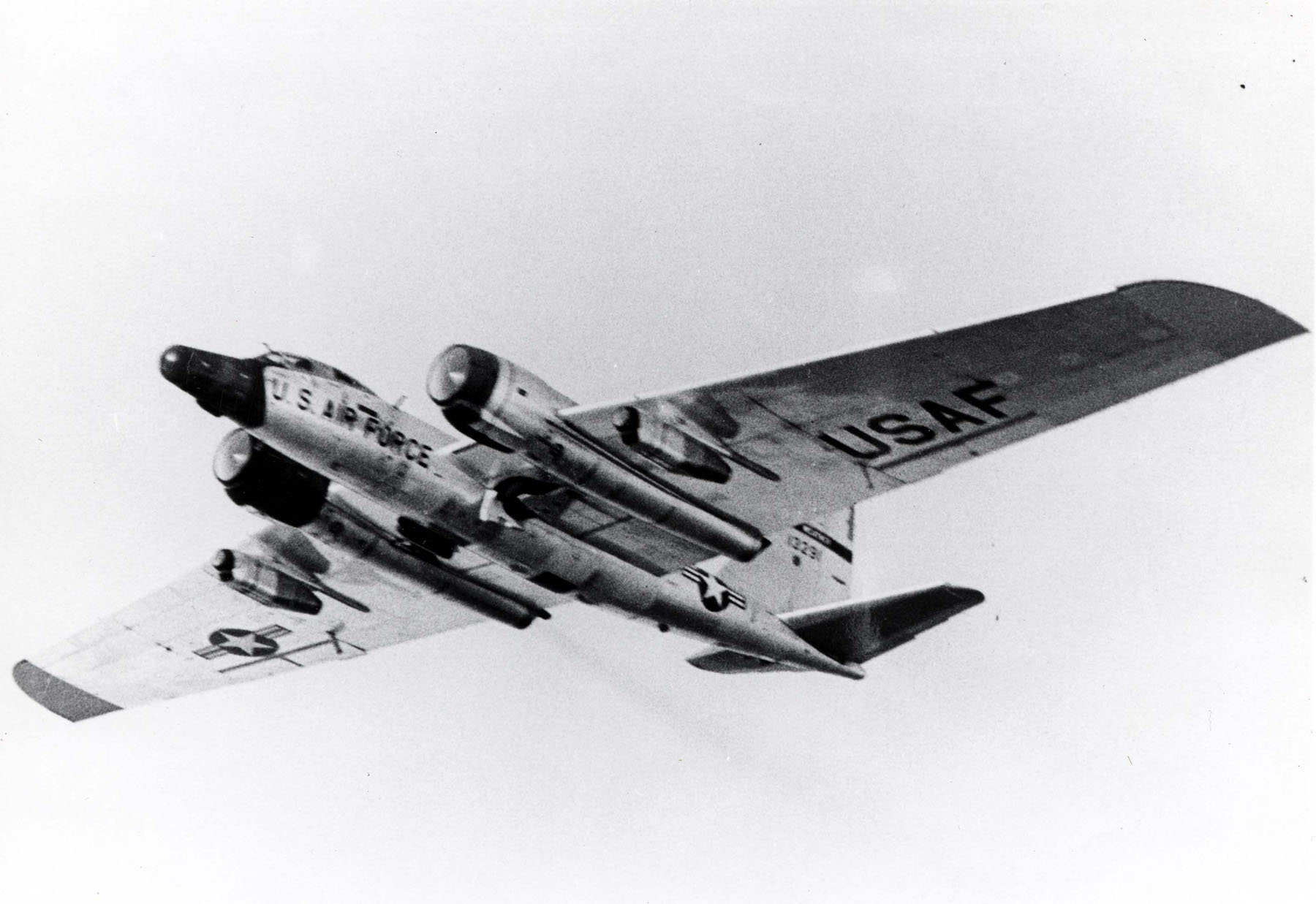
RB-57F no de série 63-13291 affecté au 7407th Combat Support Squadron de la base de Rhein-Main, en Allemagne de l'Ouest. À l'origine, cet appareil était un B-57B, no de série 52-1574.

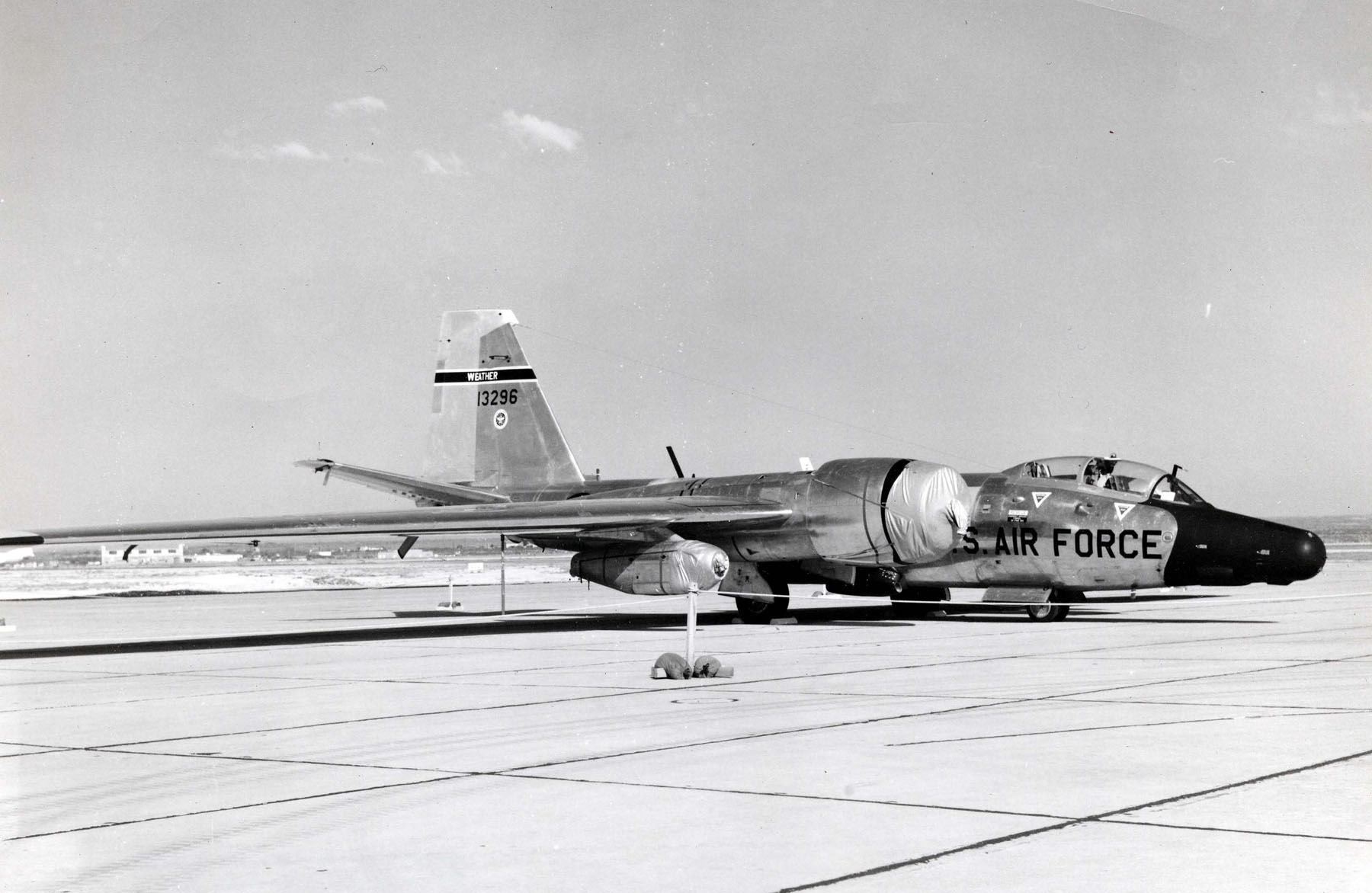
RB-57F Rivet Chip de série 63-13296 du 58th Weather Reconnaissance Squadron à Webb AFB, au Texas, le 8 mars 1965. À l'origine, cet appareil était un B-57B, no de série 53-3918.

Le Military Air Transport Service (MATS) — et l'organisation qui lui succéda, le Military Airlift Command (en) (MAC) — était fréquemment utilisé par l'US Air Force pour des missions d'opérations spéciales ou clandestines avant l'établissement de l'Air Force Special Operations Command (SOC), au cours des années 1980. Le RB-57F, avec son plafond opérationnel extrêmement élevé était fréquemment utilisé comme plateforme de reconnaissance stratégique. Les quatre avions Rivet Slice — conversions de cellules de RB-57D — furent équipés de caméras installées discrètement et affectés spécifiquement à des tâches de reconnaissance en 1965 : Rivet Slice 2 et Rivet Slice 3 furent affectés au 6091st Reconnaissance Squadron (en) à Yokota, au Japon, tandis que Rivet Slice 1 et Rivet Slice 4 furent affectés au 7407th Support Squadron à Rhein-Main, en Allemagne de l'Ouest,,.
Les deux prototypes du RB-57F (63-13286 et 63-13287), développés sous le nom de programme Pee Wee III, furent détachés du 58th Weather Reconnaissance Service après les tests et évaluations opérationnels et envoyés vers le Pakistan, afin de remplacer Pee Wee I et Pee Wee II pour l'opération Little Cloud,. La guerre indo-pakistanaise de 1965 débuta alors que l'appareil Pee Wee III no 2 était hors du pays et le no 1 était utilisé par l'escadron no 24 (en) des forces aériennes pakistanaises. Des archives plus anciennes sur l'opération Little Cloud donnent la surveillance des essais nucléaires de la Chine communiste comme raison nominale pour le déploiement du RB-57F au Pakistan, ceux ci débutant en octobre 1964. Ces appareils auraient été pilotés par des équipages américains pendant ces opérations, et un des RB-57F serait retourné à sa base américaine avant l'éclatement du conflit avec l'Inde, alors que l'autre serait resté
.
Comme la force aérienne pakistanaise (PAF) était dépassée en nombre par sa contrepartie indienne, et avec l'aide des États-Unis, le RB-57F fut engagé dans des missions de combat avec l'escadron no 24 de la PAF afin d'effectuer des sorties de reconnaissance quotidiennes au-dessus des aérodromes de la force aérienne indienne à des altitudes atteignant jusqu'à 18 000 mètres (60 000 ft). Le RB-57F aurait également été modifié localement par la PAF pour emporter une charge de 1 800 kg de bombes, mais il fut cependant jamais utilisé dans un rôle de bombardement. À d'autres occasions, le RB-57F fut accompagné par une paire de bombardiers B-57B de la PAF, qui avaient pour mission de brouiller les transmissions radio militaires indiennes.
Les trois appareils furent impliqués dans la direction d'attaques contre une station radar indienne à Amritsar et, au cours d'une mission d'entraînement, l'un des B-57B de la PAF fut abattu par erreur par la défense antiaérienne pakistanaise. Le commandant Muhammad Iqbal, désirant améliorer ses compétences en matière d'attaque de radars, décida de s'entraîner en effectuant quelques passes d'attaque simulées contre un radar situé à Gujranwala. Les artilleurs présents sur place, n'ayant été avertis d'aucune activité alliée prévue dans le secteur, le prirent pour un appareil ennemi et le détruisirent à coups de canon antiaérien, causant la mort des deux membres d'équipage présents à bord,. Les archives racontent également que le 15 septembre 1965, le RB-57F 63-13286 fut frappé par deux missiles sol-air SA-2 lors de sa descente vers Peshawar. En dépit de dégâts structurels majeurs et plus de 170 impacts dans la cellule de son avion, le pilote parvint à ramener l'avion à Peshawar, où il effectua un atterrissage forcé. L'avion fut ensuite réparé et rendu à l'US Air Force.
Toutefois, d'après une histoire plus récente publiée en 2014 par un commandant à la retraite de Big Safari, certaines des affirmations précédentes seraient erronées. Les avions Pee Wee III arrivèrent au Pakistan en mars 1964, bien avant le début des essais nucléaires chinois (le premier essai étant celui portant le nom de code 596, réalisé le 16 octobre 1964), non pas pour surveiller les essais nucléaires, puisque les avions n'étaient toujours pas équipés avec les systèmes d'échantillonnage, caméras ou capteurs du RB-57F standard, mais pour collecter des données télémétriques sur les sites d'essais de missiles soviétiques, en particulier Kapoustine Iar. Les avions étaient à la fois pilotés et entretenus par des membres de la force aérienne pakistanaise, et non par des membres de l'US Air Force, une condition imposée par les Pakistanais. Les RB-57F prototypes, avec la capacité nécessaire d'être des avions que des membres de la force aérienne pakistanaise pourraient utiliser, avaient été construits spécifiquement avec les missions de télémétrie comme objectif final, et la modification pour l'emport d'une charge utile de deux tonnes dans la soute à bombes avait été réalisée par General Dynamics dans le cadre de son développement, pas par la force aérienne pakistanaise. D'avril à octobre 1965, chacun des deux RB-57 effectua un recyclage annuel de maintenance d'une durée de trois mois à l'usine de Fort Worth de General Dynamics, passage imposé par le règlement du programme Big Safari, ce qui explique ou se trouvait Pee Wee II lorsque la guerre aérienne éclata le 1er septembre 1965.
Un des membres de l'équipe de l'US Air Force envoyée par le bureau Big Safari pour récupérer le RB-57 endommagé doute que l'avion ait été utilisé dans le rôle annoncé, car ses capteurs étaient réglés spécifiquement pour une mission de télémétrie et n'auraient été d'aucune utilité en combat. De même, il opérait dans une zone éloignée de l'espace aérien indien. Peshawar est situé à 110 km de la frontière internationale la plus proche avec l'Inde et était à presque 160 km du front de bataille le plus proche, ce qui rendait la théorie des dégâts provoqués par un missile sol-air peu plausible. Les dégâts eux-mêmes étaient en majeure partie superficiels et non structurels. Au contraire, il affirme qu'on lui dit que l'appareil avait été endommagé au cours d'un raid aérien de la force indienne sur son aérodrome, le 7 septembre. L'avion avait été maintenu en vol aussi longtemps que possible, afin de le protéger des attaques, mais avait été endommagé lors d'un retour au sol pour un ravitaillement. L'avion endommagé fut renvoyé aux États-Unis pour le protéger de dégâts supplémentaires et pour traiter les données sensibles qu'il avait collectées, ce que les Pakistanais n'avaient pas les moyens techniques de faire. Les deux avions furent réaffectés 7407th Support Squadron lorsque le 63-13287 émergea de son séjour recyclage au dépôt de Fort Worth. Le B-57 Rivet Flash perdu était en train de survoler un site radar pakistanais à Gujranwala, à 110 km d'Amritsar, quand il fut abattu par sa propre artillerie antiaérienne, ayant été confondu avec un Canberra de la force aérienne indienne. La mort du chef d'escadron qui le pilotait, qui était le membre pakistanais clé de l'opération Little Cloud, précipita le retrait des RB-57F du territoire pakistanais,.
Ces informations plus récentes sont soutenues par le sort du 63-13287. Le 14 décembre 1965, opérant en détachement depuis la base aérienne Incirlik (Incirlik Air Base) en Turquie sous l'identifiant « Big Rib 06 », il disparut au cours d'une mission au-dessus de la Mer Noire dont la route passait à travers le périmètre de télémétrie des missiles balistiques soviétiques. Ce qui se produisit réellement est toujours incertain. Il y eut des spéculations sur le fait que l'avion ait été descendu par un missile sol-air SA-2 soviétique, mais la déclaration officielle de l'US Air Force était que l'avion était en train d'effectuer son troisième passage sur sa route lorsqu'il dévia de son plan de vol, décrivant des cercles et descendant en spirale jusqu'à l'altitude minimale de détection radar, indiquant que l'équipage de l'avion avait probablement succombé à une défaillance du système d'oxygène. Bien que les recherches de l'épave aient été menées jusqu'au 28 décembre, seuls de petits morceaux et pièces de l'appareil furent retrouvés, bien que des rapports peu fiables affirmèrent que les deux membres d'équipage auraient été capturés par les Soviétiques,. Toutefois, une des pièces retrouvées était une cloison intérieure d'aile, qu'une équipe d'experts analysa, concluant qu'elle avait été percutée par un objet, probablement un missile. L'équipage fut déclaré mort après avoir été déclaré manquant pendant six mois. Les Soviétiques utilisèrent l'incident pour protester avec succès contre les missions d'espionnage menées à partir des bases aériennes turques.

### Fin de service au sein de l'US Air Force
Des arrêts moteurs simples ou doubles entravèrent le programme de juin 1965 à juillet 1967, date à laquelle les problèmes de contrôle d'alimentation en carburant furent enfin résolus. Aucun avion ne fut détruit, mais un exemplaire fut retiré du service pendant six mois à la suite d'un atterrissage forcé dans un champ près d'Albuquerque. En mai 1968 des criques de fatigue structurelle commencèrent à apparaître sur les longerons et raidisseurs d'ailes de tous les RB-57F vers l'extérieur des moteurs principaux, et de nombreuses interdictions de vol forcèrent l'annulation de nombreuses missions opérationnelles. Quelques avions furent envoyés à General Dynamics pour y être réparés, mais Big Safari estima que les coûts de réparation de tous les avions étaient trop élevés, ce qui mena au placement de cinq appareils en stockage à Davis-Monthan AFB en 1972, puis trois supplémentaires en 1973. Les appareils restants furent retirés du service en 1974. Chacun avait accumulé en moyenne un total de 3 000 heures de vie cellule. Le 58th Weather Reconnaissance Service, dernier escadron de l'Air Force à utiliser le WB-57F, fut désactivé le 1er juillet 1974,.
Trois RB-57F furent perdus en service opérationnel. Rivet Chip 10 (63-13297) s'écrasa le 7 novembre 1966 lorsqu'il descendit en dessous de son altitude assignée, alors qu'il volait aux instruments (vol IFR) lors d'une approche de nuit sur la base de Kirtland par mauvais temps. Il percuta le sommet de Sandia Crest, causant la mort de son équipage. Le 27 juin 1972, Rivet Chip 5 (63-13292) se désintégra lorsqu'il fut victime d'un phénomène de compressibilité rencontré à des vitesses proches du régime transsonique (le « Mach tuck (en) ») à une altitude de 15 000 mètres (50 000 ft) près d'albuquerque, causant également la perte de son équipage,. La troisième perte, celle du second prototype, serait potentiellement une perte liée à la guerre froide, également avec perte de l'équipage.

### NASA

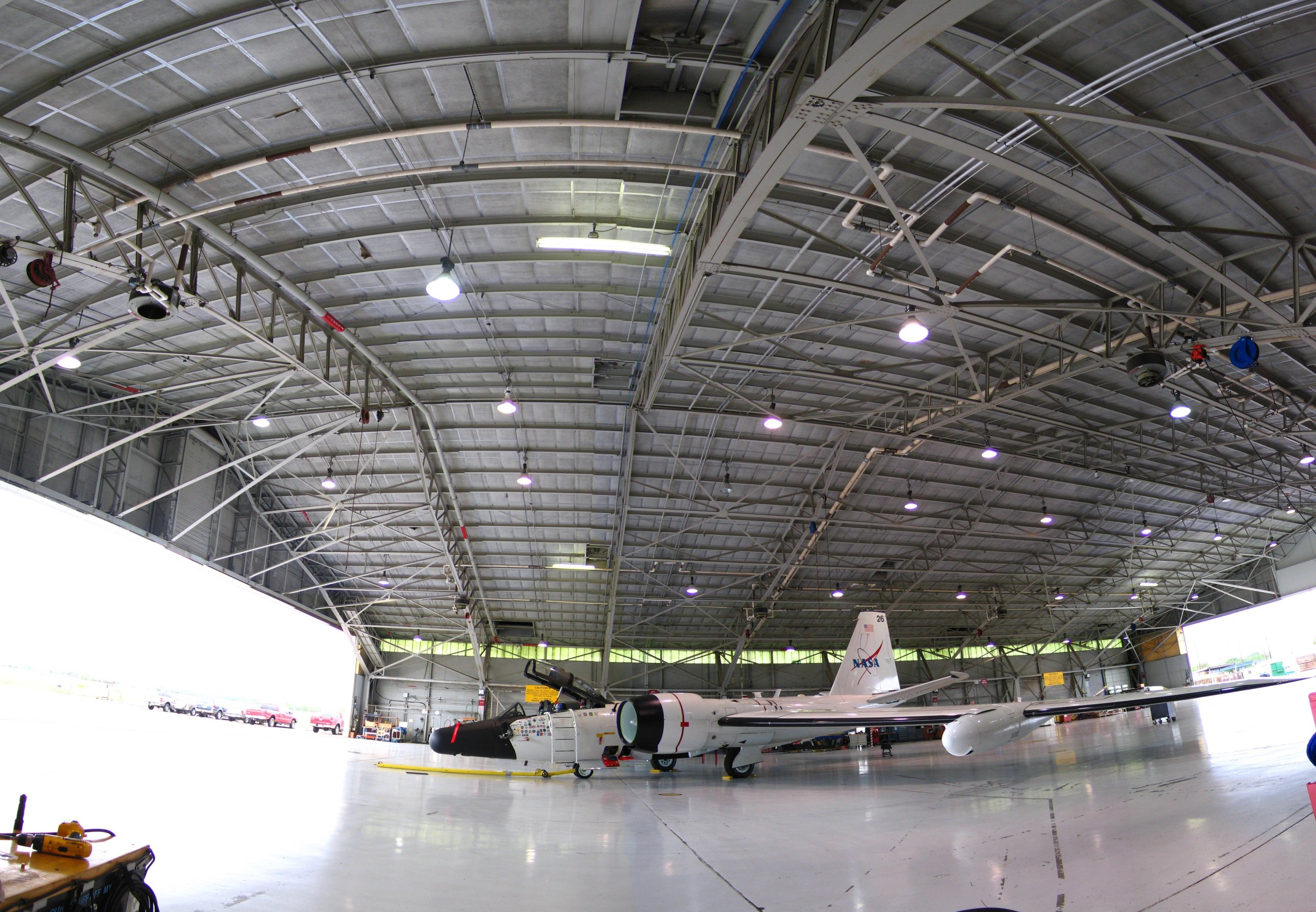
Vue panoramique du WB-57F NASA 926 à l'intérieur du hangar 990 d'Ellington Field. L'appareil était initialement un RB-57D de l'USAF (53-3974), converti en RB-57F (63-13503) en 1963.

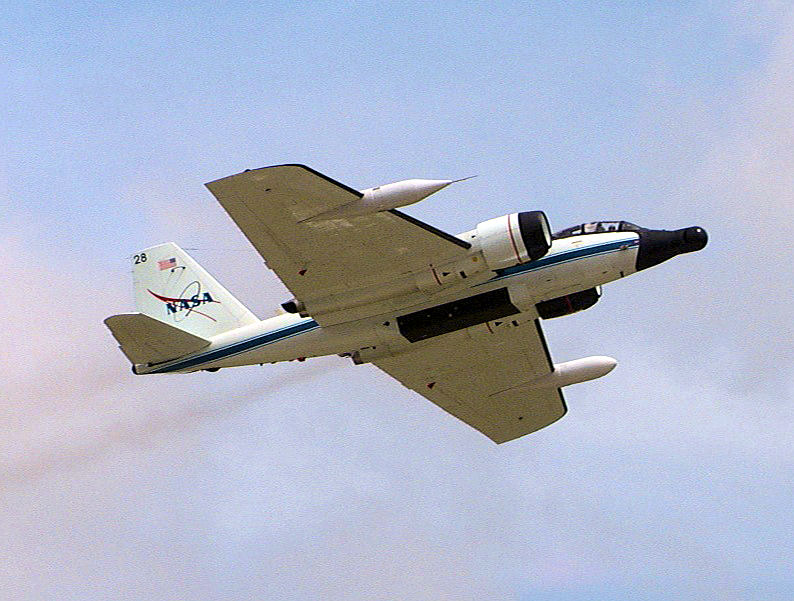
Le WB-57F NASA 928 prend son envol en 2005, emportant un système d'imagerie spécialisé WAVE (WB-57 Ascent Video Experiment) installé dans le nez, lui permettant d'aider la NASA à traquer et surveiller la navette spatiale Discovery pendant son ascension au cours de la mission STS-114 « Return to Flight ».

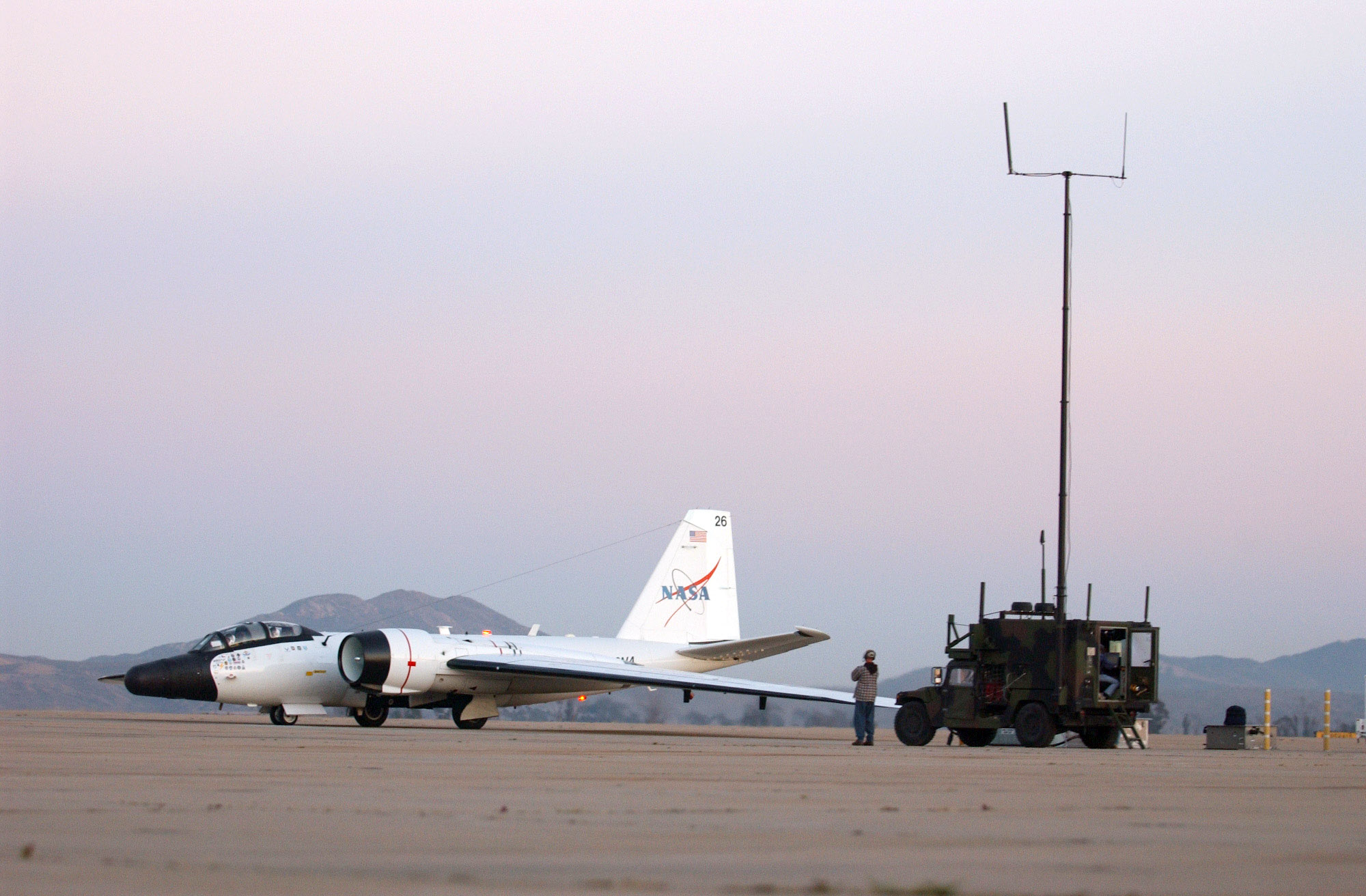
Un WB-57F de la NASA équipé du module relais de communications BACN effectue des essais avec un véhicule relais rapide de l'U.S. Joint Forces Command à Miramar, en 2006.

Les avions Rivet Chip et Rivet Slice étaient utilisés par la NASA en soutien à de nombreux programmes de recherches divers. La NASA apporta en premier les fonds pour modifier et utilisé le RB-57F 63-13501 afin de soutenir le programme d'observation de la Terre Landsat, avec des modifications réalisées à Fort Worth entre le 26 septembre 1968 et le 14 juillet 1969, sous le nom de projet « Rivet Rap ». Volant sous l'immatriculation « NASA 926 » et connu sous le nom « ESA no 3 » (pour « Earth Survey aircraft », « avion de surveillance de la Terre »), le WB-57F fut utilisé comme banc d'essais volant pour l'évaluation de capteurs multispectraux (en) dans un environnement « proche de celui de l'Espace », afin de collecter les données reçues et les comparer avec des données similaires collectées à basse altitude et au sol. L'Air Force signa un contrat avec la NASA à la condition que le lot de capteurs puisse être retiré facilement de l'avion pour configurer rapidement ce dernier pour des missions de sécurité nationale si nécessaire. Le Rivet Rap fut alors modifié pour emporter des palettes modulaires carénées, développées par General Dynamics pour recevoir à la fois de l'équipement de mission principal de la NASA et de l'Air Force. Ces palettes rentraient à l'intérieur de la soute à bombes et se connectaient avec les câbles électriques et les systèmes de refroidissement existants, et disposaient de consoles de commande démontables pouvant être installées sur la place arrière du cockpit.
En 1972, le coût élevé du soutien des opérations de l'ESA no 3 pour l'Air Force devint prohibitif et l'avion fut transféré de manière permanente à la NASA. Deux autres WB-57F furent plus tard transférés, avec la désactivation du 58th Weather Reconnaissance Squadron, puis finalement tous les appareils en service au sein de la NASA reçurent des immatriculations civiles par l'Administration fédérale américaine (FAA). Ils sont désignés « NASA High Altitude Research Project » au Centre spatial Lyndon B. Johnson (Johnson Space Center) à Houston, au Texas, et opèrent depuis la base aérienne d'Ellington Field. Trois des quatre WB-57F utilisés par la NASA sont toujours en service de nos jours (2021), avec des immatriculations expirant en 2021 et 2022. Ils conduisent diveres missions civiles dans le monde entier :
- N925NA (NASA 925), no de série AF 63-13501 (Rivet Slice 3 puis Rivet Rap) : retiré du service le 15 septembre 1982[44] ;
- N926NA (NASA 926), no de série AF 63-13503 (Rivet Slice 2) : son immatriculation expire le 31 août 2022[44],[45] ;
- N927NA (NASA 927), no de série AF 63-13295 (Rivet Chip 8) : son immatriculation expire le 31 juillet 2022[46] ;
- N928NA (NASA 928), no de série AF 63-13298 (Rivet Chip 11) : son immatriculation expire le 30 juin 2021[44],[47],[Note 14].

Pour les opérations avec la NASA, l'avion embarque souvent une palette de capteurs de 2 700 kg à l'emplacement de la soute à bombes, sous le centre du fuselage, qui peut inclure l'instrument ARES (Airborne Remote Earth Sensing) pour calibrer les données des satellites, un radiomètre/imageur hyperspectral avec une antenne plate bidirectionnelle, et diverses caméra. Pendant le programme de la Navette spatiale, les avions étaient équipés avec une caméra spéciale à haute définition et d'autres capteurs dans une tourelle stabilisée en forme de boule spécialement adaptée et montée dans le nez, connue sous l'acronyme de WAVE (pour WB-57F Ascent Video Experiment). Cette caméra permettait de traquer la navette pendant son ascension et lors de son retour sur Terre.
Le 10 octobre 2005, NASA 928 effectua un vol depuis Ellington Field passant par la base aérienne de Goose Bay, dans la province de Terre-Neuve-et-Labrador, au Canada, jusqu'à la base de RAF Mildenhall, dans le Suffolk, en Angleterre, arrivant pendant la soirée du 11 octobre. Le WB-57F effectua ensuite quatre missions à l'extérieur de Mildenhall à des altitudes atteignant jusqu'à 14 800 m (48 500 ft) dans l'espace aérien britannique, réalisant des collectes de « poussière cosmique ». La mission Cosmic Dust Collector (CDC) employait deux petites boîtes rectangulaires emportées sous chaque aile, qui étaient conçues pour s'ouvrir à haute altitude et collecter des « particules de poussière interplanétaires », ou en d'autres mots les restes de petites météorites ou cailloux provenant de l'Espace et s'accumulant dans la haute atmosphère, qui devaient se coller sur une portion de bande adhésive. À la fin des routes planifiées suivies par l'avion, les boîtes se refermaient automatiquement, puis la bande adhésive, une fois l'appareil revenu au sol, était retirée puis renvoyée aux États-Unis pour y être analysée. Les missions permettaient également aux équipages de WB-57F de valider de nouveaux systèmes de radio et d'avionique et de s'assurer que ceux-ci pouvaient interagir correctement avec les agences européennes de contrôle du trafic aérien. Il y eut également un rapport non confirmé sur le fait que l'avion aurait permis au ministère de la Défense britannique (Ministry of Defence, MoD) de tester et analyser le fonctionnement de futurs capteurs devant être utilisés par des drones dans un environnement européen.
En août 2006, NASA 928 arriva à RAF Mildenhall totalement dépourvu de ses marquages d'identification habituels, en particulier ses numéros de série ou les logos de la NASA. Les seuls insignes restants étaient un petit drapeau des États-Unis sur la dérive et des drapeaux encore plus petits sous le cockpit, du côté gauche de l'appareil. Ce manque curieux de signes d'identification visibles semble indiquer que l'avion agissait pour le compte d'une autre agence gouvernementale américaine. Après quelques sorties locales, probablement pour tester l'équipement de bord avant sa mission principale, l'avion prit son envol à destination de l'aéroport de Kandahar, en Afghanistan, via la base navale de Crète (La Sude). L'avion effectua ensuite plusieurs sorties dans les environs de Kandahar, apparemment transportant un lot de capteurs secrets, puis retourna à Ellington Field via La Sude et Mildenhall. Officiellement, l'avion aurait réalisé des missions de surveillance géophysique en 2007 pour un groupe de scientifiques créé par le département de la Défense des États-Unis (DoD), représentant le U.S. Geological Survey, le ministère afghan des Mines et des Ressources naturelles, et la Task Force for Business and Stability Operations (TFBSO), comme participation américaine à l'effort de reconstruction afghan. En 28 missions, le WB-57F collecta des données AVIRIS (en) (Airborne visible/infrared imaging spectrometer) dont l'analyse permit de fournir des informations détaillées sur les ressources minérales du territoire afghan.
De novembre 2010 à août 2011, un WB-57F fut déployé en Afghanistan avec la palette de capteurs HALOE (pour « High-Altitude Lidar Operational Experiment », signifiant « expérimentation opérationnelle LIDAR à haute altitude »), réalisant la surveillance d'une surface de 70 000 km2, soit 10 % du territoire afghan. Une palette HALOE améliorée fut plus tard installée dans un avions d'affaires Bombardier BD-700 Global Express modifié,.
Des rapports faisant surface en mars 2011 indiquèrent que le NASA 926 aurait été vu en train d'effectuer des vols depuis la base aérienne de Nellis (Nellis AFB), testant un nouveau lot de capteurs dans sa soute, sur une période allant du 15 novembre 2011 au 1er février 2012. Bien que la raison du déploiement de cet avion au Nevada Test and Training Range (NTTR) fut inconnue, il fut relié à des essais de capteurs avec le NTTR. Comme les NASA 926 et NASA 928 avaient tous-deux emporté les palettes relais de communications BACN (en) (Battlefield Airborne Communications Node) en Afghanistan, réalisant des missions de type « guerre en réseau » (Network centric warfare), il fut spéculé que le Canberra était alors en train de tester de nouveaux capteurs et de nouvelles antennes, utilisées par le BACN pour relayer les communications entre les centres de commandement et les troupes au sol situées dans les vallées et zones escarpées au cœur des montagnes afghanes .
NASA 927 rejoignit la flotte après avoir été sorti du cimetière d'avions de l'AMARG, à Davis-Monthan AFB, ou il dormait depuis quarante ans. L'appareil avait commencé sa carrière opérationnelle en tant que B-57B, no de série 53-3918, dans le rôle de pénétrateur nocturne au sein du 8th Tactical Bomb Squadron (en), puis fut converti en RB-57F, no de série 63-13295, en 1964. L'avion fut ensuite retiré du service actif et placé en stockage à l'AMARG — alors désigné MASDC (Military Aircraft Storage and Disposal Center), puis AMARC — le 26 juin 1972, jusqu'au mois de mai 2011, date à laquelle il fut sorti de son stockage, puis démantelé et transporté par camion vers la Sierra Nevada Corporation (SNC) à Centennial Airport, dans le Colorado. Après deux ans de travaux — et même quelques éléments piochés par la NASA dans des musées,, dont certains à d'autres modèles d'avions —, il fut restauré en condition de vol puis reprit les airs jusqu'à Ellington Field, le 9 août 2013. L'avion fut alors donné à la NASA et redésigné NASA 927. NASA 927 est désormais l'avion qui a passé la plus longue période (41 ans) en stockage avant de revenir au service actif.

## Versions
- RB-57F : Désignation initiale attribuée aux exemplaires issus de la conversion de bombardiers tactiques Martin B-57 pour des missions à très haute altitude ;
- WB-57F : Désignation donné aux RB-57F à partir de 1968, afin de « souligner » leur appartenance aux missions d'études et de recherches météorologiques[2] (« W » pour « Weather », signifiant « météo » en anglais).

## Utilisateurs
- États-Unis :
  - United States Air Force ;

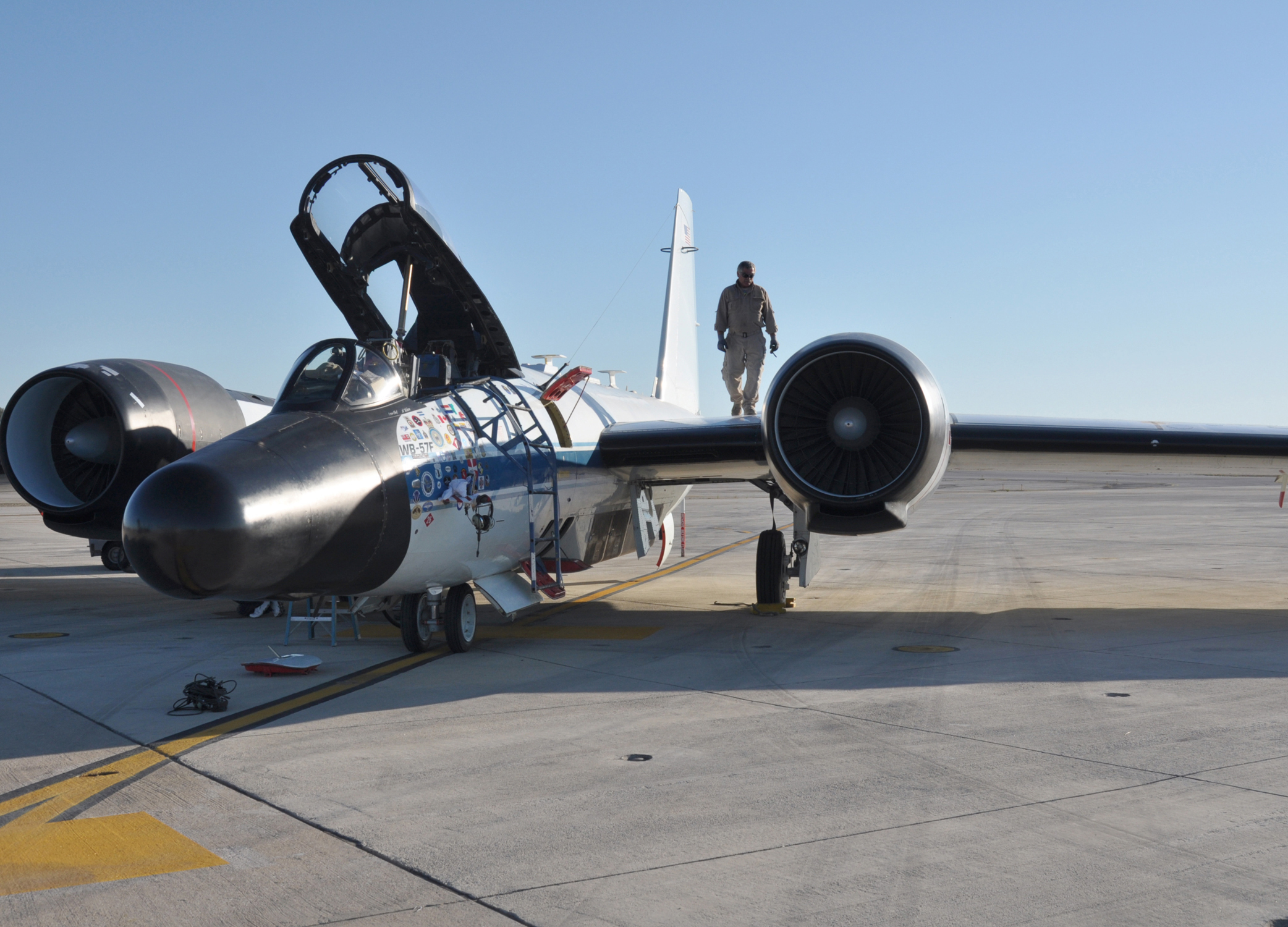
Un technicien effectue une visite pré-vol sur un WB-57F de la NASA sur la base aérienne de Rota, en Espagne, en septembre 2011.

  - National Aeronautics and Space Administration[3] ;
  - National Center for Atmospheric Research[58] ;
  - National Oceanic and Atmospheric Administration[59].
- Taïwan :
  - Force aérienne de la république de Chine.
- Pakistan :
  - Forces aériennes pakistanaises[5].

## Caractéristiques techniques
Données de WB-57 Experimenter's Handbook, NASA, National Museum of the United States Air Force (NMUSAF).
Caractéristiques générales
- Équipage : 1 pilote + 1 officier d'exploitation des systèmes embarqués (SEO)
- Charge utile : 4 400 kg (incluant la masse des palettes et des nacelles-supports)
- Longueur : 20,80 m (68,25 ft)
- Envergure : 37,34 m (122,5 ft)
- Hauteur : 6,25 m (20,5 ft)
- Surface alaire : 185,81 m2 (2 000 ft2)
- Masse typique : 32 659 kg (72 000 lbs)
- Moteur : 

  - Propulsion principale : 2 turbofans Pratt & Whitney TF33-P-11A, d'une poussée unitaire de 69 kN ;
  - Propulsion auxiliaire : 2 turboréacteurs d'appoint Pratt & Whitney J60-P-9, d'une poussée unitaire de 15 kN (en nacelles détachables sous les ailes).
- Allongement : 8,05

 Performances 
- Vitesse maximale : 760 km/h (410 kts) ou Mach 0,78 (à 18 000 m d'altitude)
- Distance franchissable : 4 600 km (2 500 NM)
- Autonomie : 6 h 60 min (aucune capacité de ravitaillement en vol)
- Plafond : 24 993 m[24] (82 000 ft)
- Vitesse ascensionnelle : 1 800 m/min (6 000 ft/min)
- Charge alaire : 168,6 kg/m2
- Rapport poids-poussée : 207,8 kg/kN
- Facteur de charge : −1 à +2,25 g
- Rayon de virage : 9,6 km (en altitude, inclinaison à 30°)
- Dimensions minimales de la piste : 2 133,6 × 45,7 m (au niveau de la mer)

Armement

- Aucun, mais possibilité d'utiliser la soute pour emporter des bombes si nécessaire.

Avionique

- Nombreux points d'emport en soute et sous les ailes pour systèmes d'écoute et de collecte de renseignements électroniques et électromagnétiques (SIGINT/ELINT), caméras puissantes et systèmes de prélèvement atmosphériques.

## Héritage
- Exemplaires opérationnels[61] :
  - WB-57F s/n 63-13503 (N926NA) : National Aeronautics and Space Administration (NASA), Houston, au Texas[45] ;
  - WB-57F s/n 63-13295 (N927NA) : National Aeronautics and Space Administration (NASA), Houston, au Texas[46] ;
  - WB-57F s/n 63-13298 (N928NA) : National Aeronautics and Space Administration (NASA), Houston, au Texas[47].

- Exemplaires en exposition statique :
  - WB-57F s/n 63-13293 : Museum of Aviation (en), Robins Air Force Base, Warner Robins, en Géorgie[62] ;
  - WB-57F s/n 63-13501 (N925NA) : Pima Air and Space Museum, près de Davis-Monthan AFB à Tucson, dans l'Arizona[63]. Cet appareil n'a pas été restauré.